# Notomys macrotis
El ratón saltador de orejas grandes (Notomys macrotis) es una especie extinta de roedor de la familia Muridae cuya distribución se restringía al área del río Moore en el suroeste de Australia. 

## Descripción
Con un peso de 55 gramos, era un animal pequeño (del tamaño de un ratón promedio) cuya apariencia recordaba a un canguro diminuto. Su cabeza en conjunto con el cuerpo tenían una longitud de 118 mm. Era poseedor de ojos y orejas grandes (midiendo estas últimas 26 mm), y su cola presentaba al final de la misma un mechón de pelo, siendo bastante larga (con 140 mm). La parte superior del ratón exhibía un pelaje de color marrón grisáceo, mientras que la inferior mostraba tonalidades blanquecinas. Cuando se desplazaba lentamente, Notomys macrotis hacía uso de sus cuatro patas, mientras que para trasladarse de forma rápida saltaba sobre sus largas (y acolchonadas) extremidades traseras (de 40 mm de longitud). El ratón saltador de orejas grandes pasaba la mayor parte de tiempo en las dunas de arena o en los nidos que realizaba con hojas y otros materiales orgánicos. Su gran cola y sus largas extremidades traseras eran precisamente "adaptaciones morfológicas y fisiológicas" para dotar de agilidad al animal en el entorno en que vivía.

## Distribución y hábitat
La ausencia de la especie en el gran número de subfósiles colectados sugiere que estaba restringida a la zona oriental de Wheatbelt en Australia Occidental (en lo que es el suroeste de Australia). La única ubicación de captura que se conoce del animal se sitúa en los alrededores del río Moore. Se desconoce en específico el hábitat de Notomys macrotis. El paisaje que originalmente rodeaba al río susodicho consistía en brezales costeros y bosques abiertos.

## Extinción
La especie sólo se conoce por dos especímenes recolectados (hoy en mal estado, depositados en el Museo de Historia Natural de Londres): uno del que se desconoce la ubicación exacta en la cual se encontró, y otro capturado en julio de 1843 por el naturalista británico John Gilbert (quien trabajaba para el también naturalista John Gould) en las cercanías del río Moore, próximo a donde ahora se halla Nueva Norcia, no habiendo avistamientos de la misma desde entonces. Es posible que Notomys macrotis haya sobrevivido más allá de la fecha del último registro, tomando en cuenta la falta de estudios científicos en el área de distribución en el siglo XIX y principios del XX. La causa principal de extinción del animal se atribuye, en mayor medida, a la depredación ejercida por gatos ferales (los cuales habían invadido Australia Occidental para mediados del siglo XIX). Se cree que el ratón saltador de orejas grandes ya estaba extinto cuando el zorro rojo arribó al estado mencionado. De la misma manera, pudo haber tenido un daño perjudicial las enfermedades introducidas y la degradación del hábitat por el impacto de la ganadería y los herbívoros exóticos, y cierta influencia (aunque en menor grado) la intervención del hombre en la modificación del mismo (hábitat). Se considera que Notomys macrotis fue el primer mamífero australiano en sucumbir a la llegada de los colonizadores europeos.